# ملعب باراماتا
ملعب باراماتا هو ملعب كرة قدم يقع في سيدني، أستراليا، يتسع لـ 24000 متفرج. تم وضع حجر الأساس للملعب في 1985. بدأ بناؤه في 1985 وافتتح في 1986. تم إغلاقه في 2016.

## وصلات خارجية
- الموقع الرسمي